# Mont-de-Marrast
Mont-de-Marrast é uma comuna francesa na região administrativa de Occitânia, no departamento de Gers. Estende-se por uma área de 7 km². Em 2010 a comuna tinha 114 habitantes (densidade: 16,3 hab./km²).